# Республиканская платформа
Республиканская платформа — старейшая украинская политическая партия. Создана под названием Украинская республиканская партия в апреле 1990 года на основании Украинской Хельсинкской группы. Среди её учредителей Сытник, Константин Меркурьевич — председатель президиума Верховного совета УССР в 1980—1985 годах.
В декабре 2011 года Украинская республиканская партия «Собор» и партия «Украинская платформа» объединились, новая политсила получила название Украинская платформа «Собор».
1. Украинская республиканская партия (УРП) была создана 29 апреля 1990 года на основе Украинской хельсинкской группы и зарегистрирована 5 ноября 1990 года. На президентских выборах 1 декабря 1991 года кандидат от УРП Лев Лукьяненко занял третье место после Леонида Кравчука и Вячеслава Черновола, набрав 4,49 % голосов. После III съезда партии (1 — 2 мая 1992), от УРП откололась Украинская консервативная республиканская партия (УКРП) под руководством заместителя Лукьяненко — Степана Хмары. 12 декабря 2001 года УКРП самораспустилась и влилась в Батькивщину.
2. Украинская народная партия «Собор» (УНП «С») была создана 25 ноября 1999 (зарегистрирована 9 марта 2000) на основе созданного в мае 1999 года бывшими членами Народно-демократической партии Украины Анатолием Матвиенко и Константином Сытником «Всеукраинского объединения „Открытая политика“» и других организаций национал-демократического толка. В парламентских выборах 31 марта 2002 года участвовала в составе Блока Юлии Тимошенко.
3. Партия «Украинская платформа» зарегистрирована в конце марта 2009 года. Партия приняла участие в региональных выборах 2010 года, но смогла получить лишь по 1 месту в Житомирском областном и Житомирском городском советах.

С 28 марта 2015 года партия носит название «Республиканская платформа».

## Украинская республиканская партия «Собор»
10 июля 2001 года УРП и УНП «С» начали активное сотрудничество, заявив совместно с Всеукраинским объединением «Батькивщина», ХДС, УСДП и УКРП о создании «Форума национального спасения», впоследствии переформированного в «Блок Юлии Тимошенко».
21 апреля 2002 года одновременно прошли второй этап XII Съезда УРП и второй этап III Съезда УНП «С», на которых было принято решение о слиянии в одну партию под названием Украинская республиканская партия «Собор». Главой партии был избран Анатолий Матвиенко, который до сих пор занимает эту должность. Официально своё летоисчисление партия ведёт от создания УРП, поэтому первый съезд УРП «С» назывался XIII съездом, а в апреле 2005 года пышно праздновали 15-летие партии.
На президентских выборах 2004 года УРП «С» поддержала кандидатуру Виктора Ющенко. Анатолий Матвиенко за свою поддержку Ющенко был назначен премьер-министром Автономной республики Крым. С ноября 2005 по 15 мая 2006 года Анатолий Матвиенко занимал должность заместителя председателя Секретариата президента Украины, а затем был избран депутатом Верховной рады.
После отставки правительства Юлии Тимошенко (8 сентября 2005) УРП «С» раскололась на сторонников дальнейшего сотрудничества с Юлией Тимошенко, которых возглавлял Лев Лукьяненко, и сторонников сближения с НСНУ, возглавляемых главой партии Анатолием Матвиенко. Раскол произошёл 22 октября 2005 года, на XV внеочередном съезде.
5 декабря 2005 года Анатолий Матвиенко отстоял в суде своё лидерство в партии.
3 декабря 2005 года прошёл второй этап XV Чрезвычайного съезда УРП «С», на котором было решено участвовать в реформированном блоке партий «Наша Украина», в составе которого партия впоследствии выступала на парламентских выборах 26 марта 2006 года. В результате УРП «С» смогла провести в Верховную раду Украины V созыва 3 депутата.
Лев Лукьяненко и часть его сторонников участвовали в парламентских выборах по спискам Блока Юлии Тимошенко.
28 мая 2006 года по инициативе Льва Лукьяненко в Киеве прошёл «Учредительный съезд возрождения УРП». Была создана Украинская республиканская партия Льва Лукьяненко (зарегистрирована 22 декабря 2006), председателем которой он и стал.
В сентябре 2006 года Анатолий Матвиенко заявил о необходимости создать новую партию, которая станет опорой Виктору Ющенко на президентских выборах в 2009 году. Основой нового политического проекта, по его мнению, должны стать четыре из шести партий-участниц блока «Наша Украина» — Народный рух Украины, Конгресс украинских националистов, партия «Христианско-демократический союз») и УРП «Собор» — а также ряд внепарламентских политических сил (партия «Пора», Украинская народная партия, партия «Реформы и порядок»). При этом исключается участие в создании нового политического проекта Народного союза «Наша Украина» и Партии промышленников и предпринимателей: «К сожалению, все без исключения партии бывшего „оранжевого“ лагеря дискредитировали себя ошибками и поражениями… а политический проект Народный союз „Наша Украина“, который с самого начала создавался с грубыми ошибками, не имеет того будущего, ради которого эта партия создавалась». Предложения Матвиенко, однако, подверглись критике даже со стороны тех, кого он предложил включить в новое политическое объединение.
В октябре 2006 года Анатолий Матвиенко принял участие в обсуждении идеи создания конфедерации «Европейская Украина», в котором также участвовали лидеры партий национально-демократической направленности — «Наша Украина», Народный рух Украины, Партия промышленников и предпринимателей, Конгресс украинских националистов, Христианско-демократический союз, партия «Реформы и порядок», Украинская народная партия, партия «Пора», Республиканская христианская партия.
11 апреля 2007 года после роспуска президентом Ющенко Верховной рады и объявления досрочных выборов УРП «Собор» вместе с «Народним рухом України» фактически вышли из «Нашей Украины», создав совместно с Украинской народной партией избирательный блок «Рух — украинские правые» («Рух — Украинская правыця»). 16 апреля межпартийный съезд блока «Рух — Украинские правые» утвердил список кандидатов в народные депутаты. В первую пятерку блока вошли Борис Тарасюк, Юрий Костенко и Анатолий Матвиенко.
5 июля 2007 года Украинская республиканская партия «Собор» вместе с Нашей Украиной, партией Вперёд, Украина!, Европейской партией Украины, Партией защитников отечества, ХДС, КУН и Гражданской партией «Пора» вошёл в состав блока «Наша Украина — Народная самооборона». Позднее Конгресс украинских националистов вышел из состава блока.
По итогам выборов блок «Наша Украина — Народная самооборона» занял третье место, получив 14,15 % (72 места в парламенте).
В начале 2011 года партия начала переговоры об объединении в одну политическую силу с партиями Фронт перемен, Гражданская позиция и Европейской партией Украины.

## Украинская платформа «Собор»
В декабре 2011 года Украинская республиканская партия «Собор» и партия «Украинская платформа» объединились, новая политсила стала называться Украинская платформа «Собор». Лидером объединенной партии избран народный депутат Украины Павел Жебривский. Бывшего лидера УРП «Собор» Анатолия Матвиенко избрали заместителем главы партии Украинская платформа «Собор».
В ноябре 2011 года, почти за год до парламентских выборов 2012 года, Украинская платформа «Собор» начала переговоры с партией «Наша Украина», Украинской народной партией и Конгрессом украинских националистов относительно объединения в единую партию.
25 июня 2012 года, лидер Украинской платформы «Собор» Павел Жебривский сообщил о том, что его партия выходит из переговорного процесса об объединении с партиями «Наша Украина» и Украинской народной партией.